# Magnus Ridolph
Magnus Ridolph is een komisch sciencefictionboek van de Amerikaans schrijver Jack Vance. Een boek met zes verhalen over ruimtedetective Magnus Ridolph werd in 1976 in het Nederlands uitgegeven door Uitgeverij Scala onder de naam De Wonderbaarlijke Avonturen van Magnus Ridolph en in 1984 aangevuld met twee verhalen door Uitgeverij Meulenhoff opnieuw uitgegeven onder de naam Magnus Ridolph.

## Verhaal
De hoofdpersoon in de verhalen is Magnus Ridolph, een zeer beschaafde en intelligente interstellaire detective, die door zijn slechte beleggingskeuzes vrijwel altijd blut is.

### Hard-Luck Diggings
Niet vertaald. Voor het eerst verschenen in Startling Stories 17:3, juli 1948.
Jack Vance beschouwt dit als zijn slechtste Magnus Ridolph-verhaal. 20th Century Fox kocht in 1951 de filmrechten van dit verhaal en huurde Vance in als scenarioschrijver. De film werd uiteindelijk niet gemaakt.

### Sanatoris Short-Cut
Niet vertaald. Voor het eerst verschenen in Startling Stories 18:1, september 1948.
Magnus Ridolph gaat een weddenschap aan om een ruimtereis in drie dagen te maken, terwijl hij weet dat het snelste sneller-dan-licht-schip hier vijf dagen over doet. Hij beredeneert dat omdat hyperruimte gekromd is, de kortste afstand hier geen rechte lijn maar een kromme is. Hij berekent de benodigde geodetische baan voor zijn ruimteschip en wint de wedstrijd.

### De afschuwelijke McInch
Voor het eerst verschenen als The Unspeakable McInch in Startling Stories, november 1948.
Een mislukt avontuur in de ruimtereclame heeft Magnus Ridolph aan de rand van het bankroet gebracht. De Unicultuurmissie huurt hem in om McInch te ontmaskeren: van deze moordenaar weet men alleen zijn naam en dat hij alles in Sclerotto-stad controleert. Deze multiculturele stad op de planeet Sclerotto ligt net buiten het gemenebest en heeft zijn eigen regels. De belastingen worden rechtstreeks en contant geïnd en opgeborgen in de kluis van de stad. Verplaatsing van de kluis of bewaking kon niet voorkomen dat bewakers werden gedood en het geld verdween.
De voornaamste verdachten zijn de functionarissen van het stadsbestuur: de baas van de posterijen (een duizendpoot uit Portmaar), de brandweerchef (een mens), de politiecommissaris (een amfibie van Sirius Vijf), de baas van de vuilnisdienst (een Golespod van 1012 Aurigae), de baas van het openbaar pakhuis (een mierwezen van Tau Gemini) en de burgemeester (een Geelvogel). Ridolph redeneert dat de grote geldbedragen weer moeten worden uitgegeven en gaat de bestedingen van de verdachten na. Golespods voorzien zich van energie door organische stoffen op te nemen, die in een reeks magen worden gefermenteerd door bacteriën, waarbij alcohol oxideert. Hij ontdekt dat het grootste genot voor Golespods het innemen van zeldzame, en dus dure bacteriemengsels is, die unieke genotservaringen opwekken. De baas van de vuilnisdienst liet deze mengsels vanuit zijn thuisplaneet opsturen, wat door Ridolph werd ontdekt. De Golespod was dus de afschuwelijke McInch.

### De spectaculaire sardines
Voor het eerst verschenen als The Sub-Standard Sardines in Startling Stories, januari 1949.
De twee compagnons Karamor en Donnels hebben een sardineconservenfabriek op de planeet Chandaria. De fabriek maakt veel winst dankzij de topkwaliteit sardines uit de zee van Chandaria. Maar de laatste tijd wordt er met de blikjes geknoeid en Magnus Ridolph wordt gevraagd de zaak te onderzoeken. Het blijkt dat Donnels heeft ontdekt dat bepaalde sardines intelligent zijn. Hij gebruikt ze om de domme sardines de fabriek in te lokken, maar de slimste sardines verkiezen de vrijheid, tegen de zin van Donnels. Hij probeert hen uit te roeien en in antwoord saboteren de sardines de fabriek. Het lukt Magnus Ridolph om met de vissen te communiceren en ze weten Donnels onschadelijk te maken. Op aanraden van Ridolph worden de intelligente sardines de nieuwe compagnons van Karamor.

### De gillende springers
Voor het eerst verschenen als The Howling Bounders in Startling Stories, maart 1949.
Magnus Ridolph heeft een ticholama-plantage aangekocht, de basis voor het gewilde elastoflex. Maar dan blijken de moordzuchtige gillende springers zijn plantage te beroven. Hij weet met moeite een springer te vangen en ontdekt dat deze van elastoflex zijn, waardoor hij een flinke winst behaalt.

### Koning der dieven
Voor het eerst verschenen als The King of Thieves in Startling Stories, november 1949.
Op de planeet Moritaba probeert Magnus Ridolph een concessie te verkrijgen om de kostbare telexkristallen te ontginnen. Zijn mededinger is Ellis Mellish, die voor de helft eigenaar was van Ridolphs telexkristalmijn maar alle kristallen zelf heeft gehouden. Moritaba wordt geregeerd door de koning der dieven en Ridolph weet diens kroon te stelen en wordt de nieuwe koning en eigenaar van de telexkristallen op de planeet.

### Vakantieparadijs tussen de sterren
Voor het eerst verschenen als The Spa of the Stars in Startling Stories, juli 1950.
Magnus Ridolph wordt door Joe Blaine en Lucky Woolrich gevraagd om hun probleem op te lossen. Hun "Paradijs tussen de sterren", een vakantieoord op de planeet Kolama, wordt geteisterd door aanvallen van inheemse roofdieren. Tijdens de bouw van het complex waren er helemaal geen problemen en de detective vermoedt dat de Mollies, een inheemse soort die bij de bouw heeft geholpen hiervoor verantwoordelijk was. De eigenaren denken dat de afschuwelijke stank van de wezens de roofdieren op afstand houdt, maar Ridolph ontdekt dat het door de wezens uitgestoten ultrageluid de oorzaak is.

### Op kosmische blaren
Voor het eerst verschenen als To B or Not to C or to D in Startling Stories, september 1950.
Magnus Ridolph wordt weer eens geteisterd door schuldeisers: zijn dierentuin was geen succes en hij heeft de dieren voor 200 munits moeten verkopen. Industrieel Howard Thifer vraagt Ridolph de verdwijningen van werkers op zijn planeet Jexjeka te onderzoeken. Ridolph stemt toe als Thifer de rekening voor het voedsel van de dierentuin betaald. Nadat een contract is opgemaakt ontdekt de industrieel dat de rekening voor het voedsel van de exotische dieren 122.620 munits is, wat hij tandenknarsend betaalt.
Ze reizen naar de luchtloze planeet, die maar liefst drie zonnen heeft: Noir, Blanche en Rouge. De vierde dag op de planeet verdwijnt ook Ridolph. Twee dagen later keert hij terug met de oplossing voor de verdwijningen: de donkere ster Noir volgt een vreemde achtvormige lusbaan en elke 84 dagen scheert deze op enkele duizenden kilometers langs Jexjeka. Hierdoor wordt steeds een deel van het planeetoppervlak schoongeveegd. Ook Ridolph werd door de planeet aangetrokken, maar kon met de door hem meegenomen straalmotor langzaam terugkeren naar de planeet.

### De Kokod-strijders
Voor het eerst verschenen als The Kokod Warriors in Thrilling Wonder Stories, oktober 1952.
De Kokod-krijgers is slim doordacht sociologisch verhaal over een "onderontwikkeld" buitenaards volk, de Kokods. Deze insectachtige wezens van zo'n 60 centimeter lang leven van de strijd: ze zijn verdeeld in een aantal stammen die onderling op rituele wijze oorlog voeren, een evolutionair mechanisme tegen overbevolking door de snel reproducerende Kokods. Na de ontdekking van de Kokod-wereld werd geprobeerd de Kokods te dwingen hun vijandigheden te beëindigen. Dankzij de technische superioriteit van de ontdekkers waren de Kokods gedwongen hun gevechten op te geven, waardoor hun reden van bestaan werd weggenomen. Daarop vervielen de wezens in lethargie: vier stammen stierven uit en men was genoodzaakt het vechtverbod op te heffen voordat de hele planeet zou uitsterven.
Magnus Ridolph wordt door de Vrouwenbond van Morele Waarden ingehuurd om de enige menselijke vestiging op Kokod te sluiten. In de Schaduwvallei exploiteren Bruce Holpers en Julius See een herberg waar toeristen de strijd kunnen bekijken en op de uitslag kunnen gokken. Holpers en See zijn oude bekenden van Ridolph: zij hebben hem bij een zakelijke transactie vrijwel al zijn geld afgetroggeld en Ridolph is dus zeer gemotiveerd deze oplichters een koekje van eigen deeg te geven. Hij weet uiteindelijk de herberg in de strijd met de Kokods te betrekken, waardoor alle stammen de herberg aanvallen en volkomen vernietigen.

### Genadeslag
Voor het eerst verschenen als Coup de Grace in Super Science Fiction 2:2, februari 1958.
De Troppel is een ruimtestation op een knooppunt van ruimteroutes. De antropoloog Lester Bonfils vraagt hem om hulp: een vrouw is bezig hem te vermoorden. De volgende ochtend blijkt hij inderdaad vermoord en Magnus Ridolph stelt een onderzoek in. De hoofdverdachten zijn de dertien personen die samen met Bonfils op het station zijn gearriveerd. De detective begint een cultureel onderzoek naar de herkomst van de verdachten en ontdekt dat de bonze van Padme van de Orde Isavest de antropoloog heeft gedood, uit mededogen om hem van zijn door ellendige gedachten gekwelde leven te verlossen zodat hij in een nieuwe vorm kan reïncarneren.

## De Magnus Ridolph-uitgaves
Er zijn in totaal tien Magnus Ridolph-verhalen geschreven. De eerste twee Hard-Luck Diggings en Sanatoris Short-Cut verschenen niet in het Nederlands, omdat Vance niet tevreden was over de kwaliteit van deze vroege werken. In de Verenigde Staten werd in 1984 wel een bundel met alle verhalen uitgegeven, genaamd The Complete Magnus Ridolph. De titels van de tien verhalen zijn:
1. 1948 - Hard-Luck Diggings
2. 1948 - Sanatoris Short-Cut
3. 1948 - The Unspeakable McInch
4. 1949 - The Sub-Standard Sardines
5. 1949 - The Howling Bounders
6. 1949 - The King of Thieves
7. 1950 - The Spa of the Stars
8. 1950 - Cosmic Hotfoot (ook bekend als To B or Not to C or to D)
9. 1952 - The Kokod Warriors
10. 1958 - Coup de Grace (ook bekend als Worlds of Origin)

- De uitgave van Scala SF (200 pagina's, ISBN 9062215017) bevat de volgende zes verhalen:

1. De Kokod-strijders (The Kokod Warriors)
2. De afschuwelijke McInch (The Unspeakable McInch)
3. Las Palmas tussen de sterren (The Spa of the Stars)
4. Genadeslag (Coup de Grace)
5. De Koning der dieven (The King of Thieves)
6. De gillende springers (The Howling Bounders)

- De heruitgave van Meulenhoff (M=SF 198, 212 pagina's, ISBN 9029013400) bevat buiten de zes hierboven genoemde verhalen ook:

1. Op kosmische blaren (Cosmic Hotfoot)
2. De spectaculaire sardines (The Sub-standard Sardines)

Tevens werd de titel van twee verhalen gewijzigd: "Las Palmas tussen de sterren" werd "Vakantieparadijs tussen de sterren" en "De Koning der Dieven" werd "Koning der Dieven".
- In 1998 werd ter ere van de vijftigjarige carrière en dertig jaar samenwerking tussen Jack Vance en Meulenhoff een reeks korte verhalen in kleine gebonden boeken uitgegeven. Een van deze boekjes was De Kokod-krijgers (127 pagina's, ISBN 902905705X), dat de twee Magnus Ridolph-verhalen Op kosmische blaren en De Kokod-krijgers bevat.